# Transthyretine

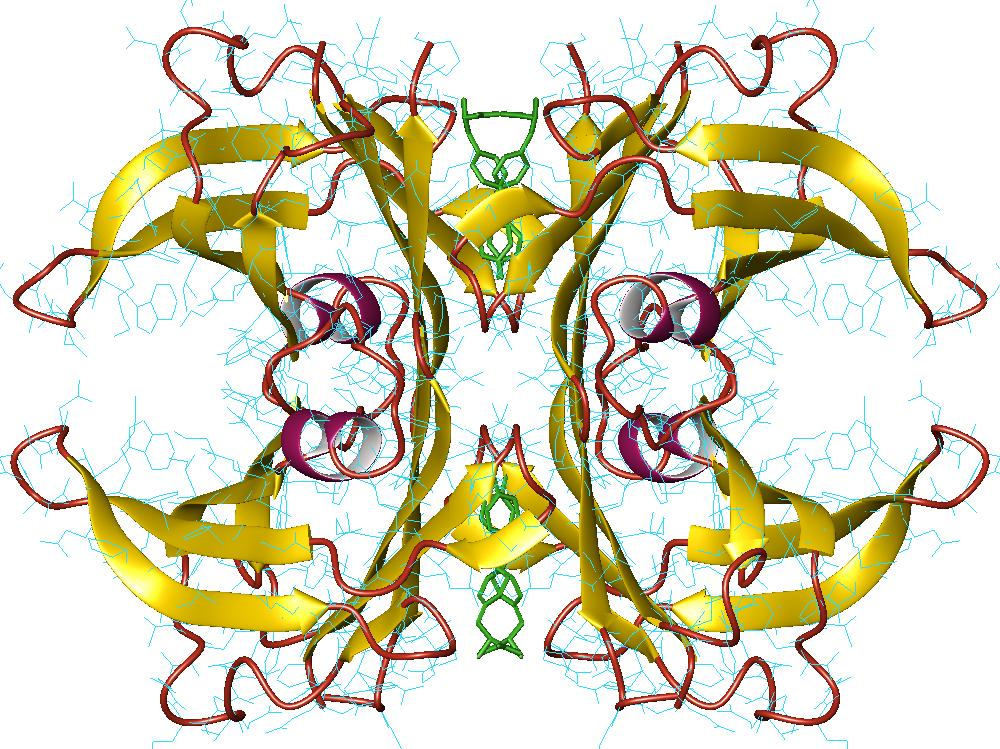
Transthyretine-tetrameer, humaan.

Transthyretine (TTR), vroeger prealbumine genoemd, is een proteïne waarvan de bloedconcentratie een goede indicator is voor de eiwitvoedingstoestand.
Op fuctioneel niveau is transthyretine vooral een transporteiwit voor het schildklierhormoon T4, vandaar de naam. Verder is het een dragereiwit voor retinol-bindend eiwit (RBP). Hierdoor voorkomt transthyretine het verlies van RBP en het daaraan gebonden vitamine A door uitscheiding via de nier.

## Toepassing
Mogelijke toepassingen voor meting van transthyretine in het bloed zijn:
onderzoek naar voedingstoestand
onbegrepen schildklierafwijkingen
Verlaagde transthyretine-waarden correleren met de ernst van eiwitondervoeding maar kunnen ook voor komen bij een verminderde aanmaak in de lever. Het zegt hierbij dus ook iets over de restactiviteit van de lever.
Verhoogde waarden worden gezien bij gebruik van de anticonceptiepil en bij gebruik van o.a. steroïden.